# 田中雄三
田中 雄三（たなか ゆうぞう、1942年（昭和17年）4月2日 - ）は、日本の医学者、精神科医。前鳴門教育大学学長。専門は臨床精神医学。鳥取県鳥取市出身。
前妻との間に子供が1人、現妻との間に子供が2人いる。

## 経歴
1971年に鳥取大学医学部医学科卒業。1975年に鳥取大学医学部附属病院助手、1987年に同大学医学部講師に就任。
1991年に鳴門教育大学教授に就任。2010年に同大学の学長に就任。2016年に同大学の学長を退任。

## 著書
- 『攻撃性の精神医学(分担)』（1984年、医学書院）
- 『境界例治療に関する一考察-「ニセ自己」のすすめ』（1986年、鳥取大学医学部神経精神医学教室開講40周年記念論文集）
- 『うつ病親和的病的嫉妬の構造と治療をめぐって』（1992年、中外医学社）
- 『子どもの発達と教育(分担)』（1992年、ブレーン出版）

## 共著
- 『症例に学ぶ精神科薬物療法』（狭間秀文：監修、1994年、日本アクセル・シュプリンガー出版）
- 『生徒指導と心の教育-入門編-』（森谷寛之、2000年、培風館）
- 『生徒指導と心の教育-実践編-』（森谷寛之、2001年、培風館）